# Conistra modestissima
Conistra modestissima är en fjärilsart som beskrevs av Charles Oberthür. Conistra modestissima ingår i släktet Conistra och familjen nattflyn. Inga underarter finns listade i Catalogue of Life.